# مسجد حدائق قصر شفيتسنغن

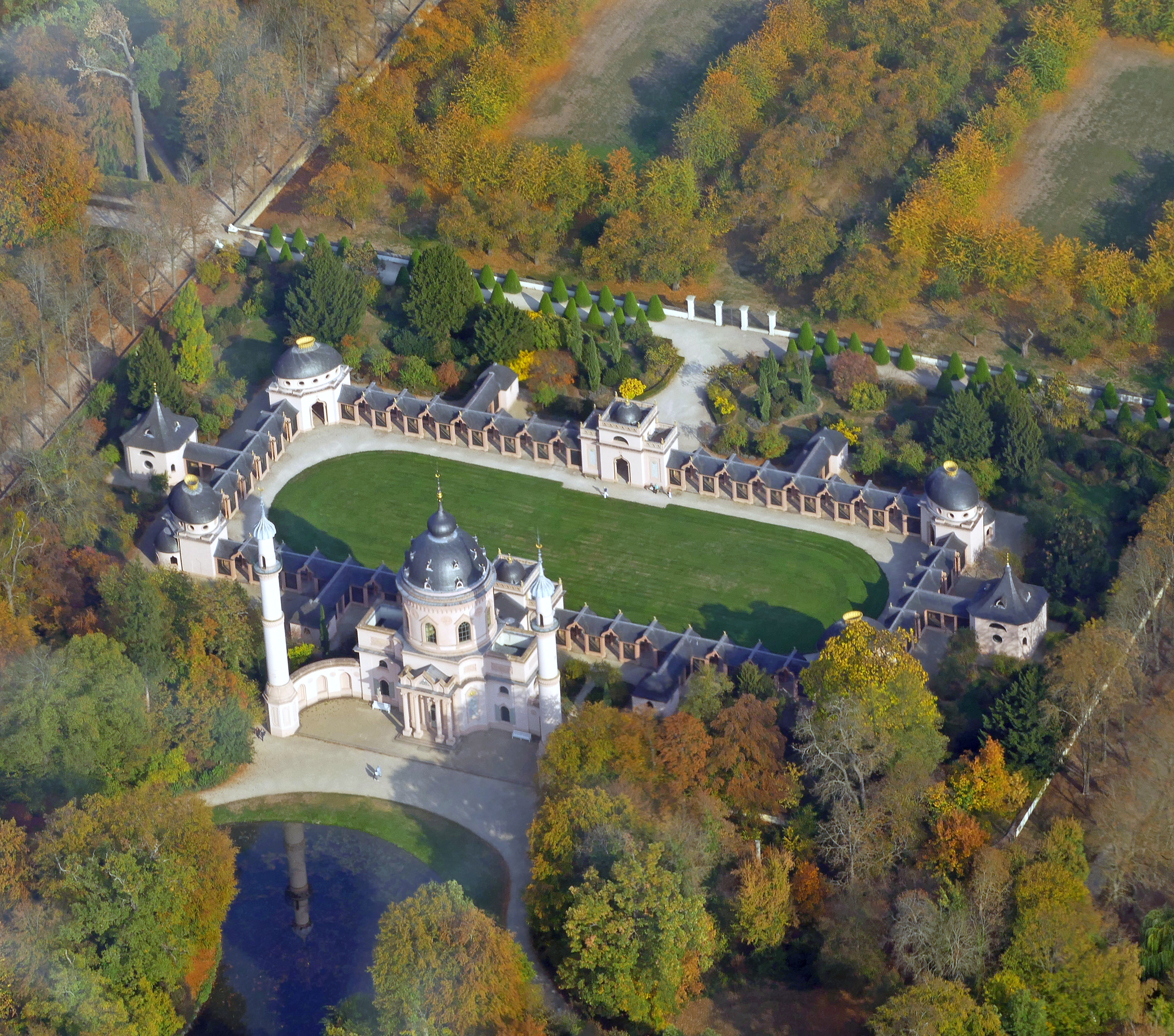
صورة من الجو للمسجد في حديقة قصر شفيتزنجن

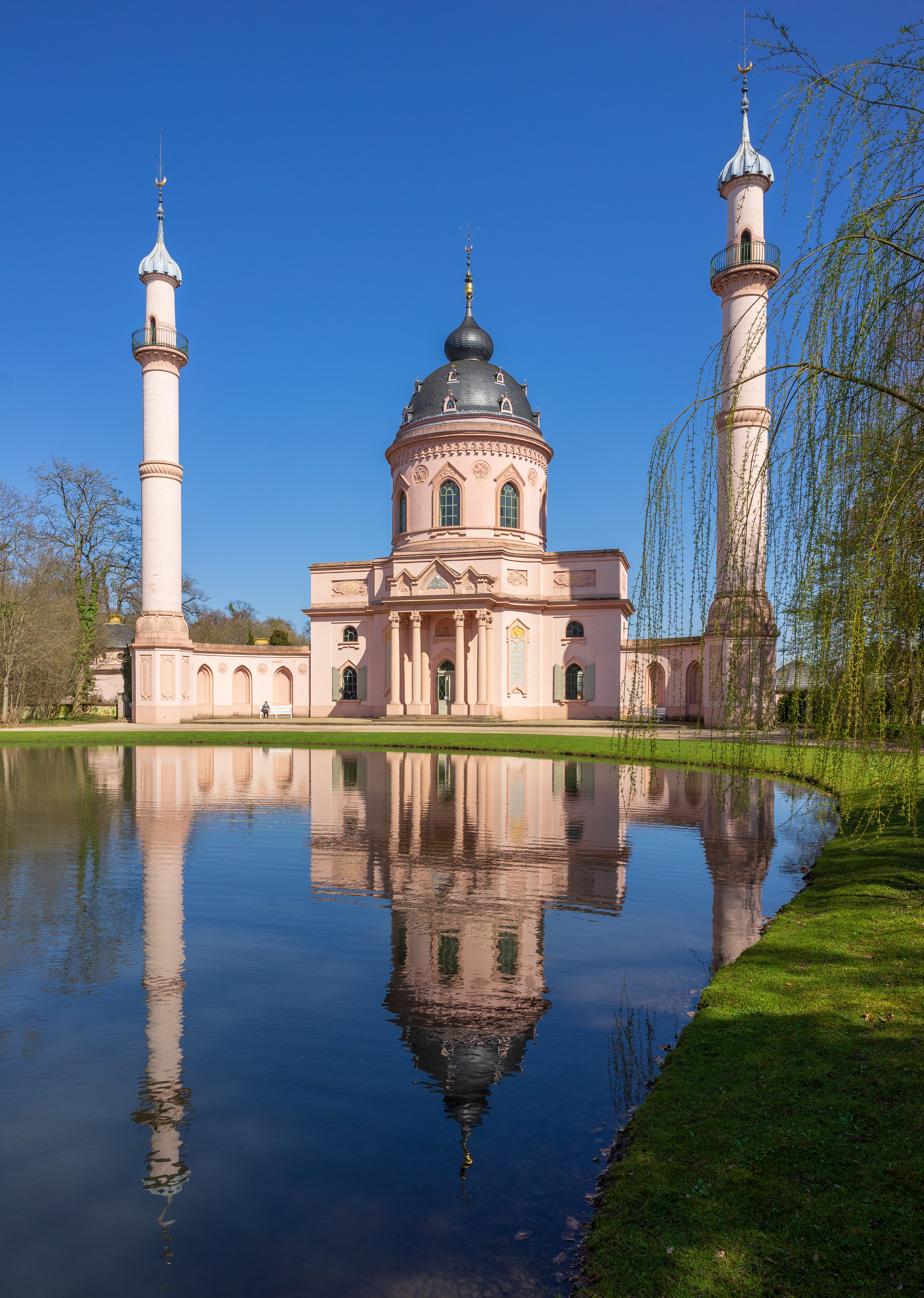
منظر غربي للمسجد

مسجد حديقة قصر شفيتزنجين (المعروف أيضًا باسم «المسجد الأحمر») هو مبنى في حديقة قلعة شويتزنجن في ولاية بادن فورتمبيرغ جنوب غرب ألمانيا، شيد في عهد الناخب البافاري كارل ثيودور، من تصميم مهندس البلاط الملكي، نيكولاس دو بيغاج (1723-1796) في نهاية القرن الثامن عشر.

## التاريخ
تشمل حدائق قصر شفيتستغن أعمالا فنية ومعمارية متنوعة، وفي جزئها الذي يعرّف ب«حديقة الحكمة» مباني متنوعة منها، إلى جانب المسجد، معابد للآلهة الاغريقية واليونانية ومباني ترمز للتنوير وللعقل كانت منذ إنشاء الحدائق في القرن الثامن عشر متاحة للمواطنين. أما المسجد فكانت المرحلة الأولى من أعمال بنائه إنشاء الحديقة التركية (فرنسية|Jardin Turc) عام 1776، وبدئ في بنائه عام عام 1779 وانتهى عام 1793، ولم يكتمل بناء المآذن حتى 1796. كلف البناء 120 ألف غيلدر، وهذا جعل المسجد أغلى مبنى في الحديقة. بحلول الوقت الذي بدأ فيه البناء، كانت العائلة المالكة قد انتقلت إلى ميونيخ لأن كارل تيودور أصبح أميرا ناخبا لمقاطعة بفالتس/بافاريا عام 1778.
لم يكن للمبنى وظيفة دار عبادة إسلامية، بل كان دوره، وفقًا للمفهوم الشامل التنويري الذي ارتئي لحديقة قصر شفيتزنجن، أن يعبر عن التسامح تجاه جميع الأديان والثقافات في العالم، حيث يمثل الإسلام تعاليم الحكمة المرتبطة بالشرق.
على الرغم من أن المبنى يفتقر إلى بعض عناصر المساجد الأساسية، إلا أنه قد استخدم بالفعل للصلاة الإسلامية في بعض الأحيان، كما كان الأمر بعد الحرب الفرنسية البروسية في عام 1870/1971 عندما وضع أسرى حرب من المغرب العربي (كانوا يسمون في الجيش الفرنسي «الأتراك») في محجر صحي بالقرب من شفيتزنجنر، وكذلك في أعوام الثمانينيات.
بعد الحرب العالمية الثانية استخدم الجنود الأمريكيون المبنى ناد لموسيقى الجاز ومرقصا.
منذ عام 1970، تم إعادة بناء مجمع قصر شفيتزنجر بالكامل وفقًا لخطة صيانة الحديقة، وفي التسعينيات بدأت أعمال ترميم المسجد أيضًا واكتملت في عام 2007، حيث استثمرت ولاية بادن فورتمبيرغ حوالي 2.5 مليون يورو في الإصلاحات الخارجية في المسجد و6 مليون يورو في ترميم الممرات، و 1.5 مليون يوروفي ترميم الداخل.

## الخصائص المعمارية
يتّخذ المبنى طابعا استشراقيا، فعلى الرغم من كونه يشبه المسجدـ إلا أنه يختلف في بعض النواحي عن المسجد «الحقيقي» الذي يحتوي في الغالب على ساحة داخلية يكون المدخل إليها مزينا وصولا إلى واجهة البناء، بينما تكون الجدران الخارجية بسيطة، يختلف الأمر في شفيتسنغن. كذلك يوجد في ساحة المسجد رواق يميل للشبه مع مسار الصليب في دير مسيحي، وتشبه القبة كذلك قبة كاتدرائية سانت بول في لندن. كما يفتقر المسجد.إلى عناصر طقوسية أساسية مثل المتوضأ والمنبر والمحراب، فيما يذكر مظهره الخارجي عموما بكنيسة كارل في فيينا.
يرى الكاتب جان سنوك جميع منشآت حدائق القصر في سياق ماسوني كبير، وفيه يمثل المسجد بسقوفه المزينة بالنجوم الليل أوالسماء بالمعنى الروحاني التأملي، وهو في نفس الوقت رمز للحياة بعد الموت.

### الهيكل الأساس
تشكل الحديقة التركية مع المسجد مستطيلاً تتجه أضلاعه الطويلة باتجاه الشمال والجنوب، ويحيط المنطقة جدار في الشمال والجنوب والغرب. أما على الجانب الشرقي فيوجد طريق يفصل بين الحديقة التركية والبستان. يقع المسجد عند الجدار الغربي وقبته بالضبط على المحور الأوسط الشرقي الغربي للبستان.
يمتد الرواق على امتداد هذا المستطيل ويشغل حوالي ثلثي المساحة، وتقطعه في محور شرق/غرب يقطعه بوابتان مربتعا الشكل: على الجانب الشرقي مدخل الرواق، وعلى الجانب الغربي مدخل المسجد. تبرز الزوايا الأربع بأربعة مباني حديقة مواربة، وتتخلل الرواق على الضلعين الطويلين، الغربي والشرقي بين أجنحة الزاوية ومباني المدخل مباني صغيرة (أجنحة) بمخارج إلى الحديقة الداخلية.
على الجانبين الضيقين، الشمال والجنوب، توجد أيضًا أجنحة متصلة بالرواق بممرات قصيرة. هذه المباني، وتعرف هذه الأجنحة باسم خزانات الكهنة، وهي أكبر قليلاً من الأجنحة على الجوانب الطويلة.
يرتبط المسجد بمبنى البوابة الغربية بممر مسقوف مرتبط بالرواق. تؤدي سبع درجات إلى مدخل المسجد. المنطقة المحيطة بالممر مزروعة بالشجيرات. المسارات في الداخل والخارج مفروشة بالحصى، وعلى يمين ويسار المسجد ممران صغيران يؤديان إلى بوابتي المئذنتين، ومن خلالهما يمكن بلوغ المسجد من الغرب. في زاوية الجدار الجنوبية الغربية يوجد مقعد حجري مخبأ وراء الشجيرات لا يمكن الوصول إليه إلا في مسار متعرج عبر رقعة من العشب.
يتخذ بناء المسجد من الخارج شكلا هندسيا رباعيا، أما داخل المسجد فشكلا ثماني الأضلاع.
يرتفع موقع القبة في هذا المكعب في مخطط دائري. إلى الشمال والجنوب من هذا المبنى المقبب توجد غرف مربعة، ومن الغرب الرواق المستطيل والشرق الممر المسقوف المذكور أعلاه. من الامتدادات المربعة، يمتد جدار مقعر إلى قاعدتي المئذنين ثمانيتي الأضلاع التين ينتصب عليهما برجا المئذنتين الدائريان.

### الرواق

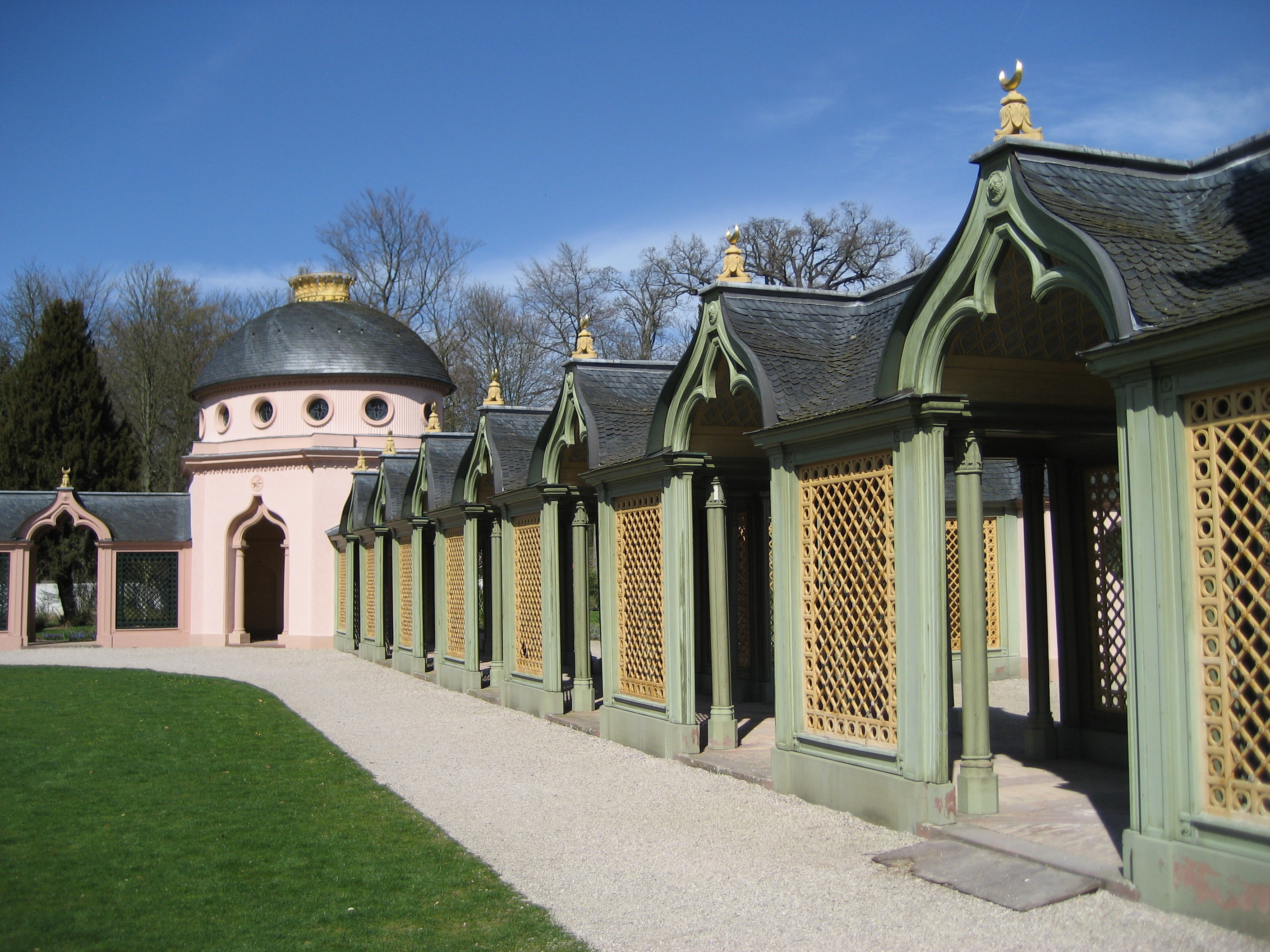
الرواق والأجنحة

### الواجهة

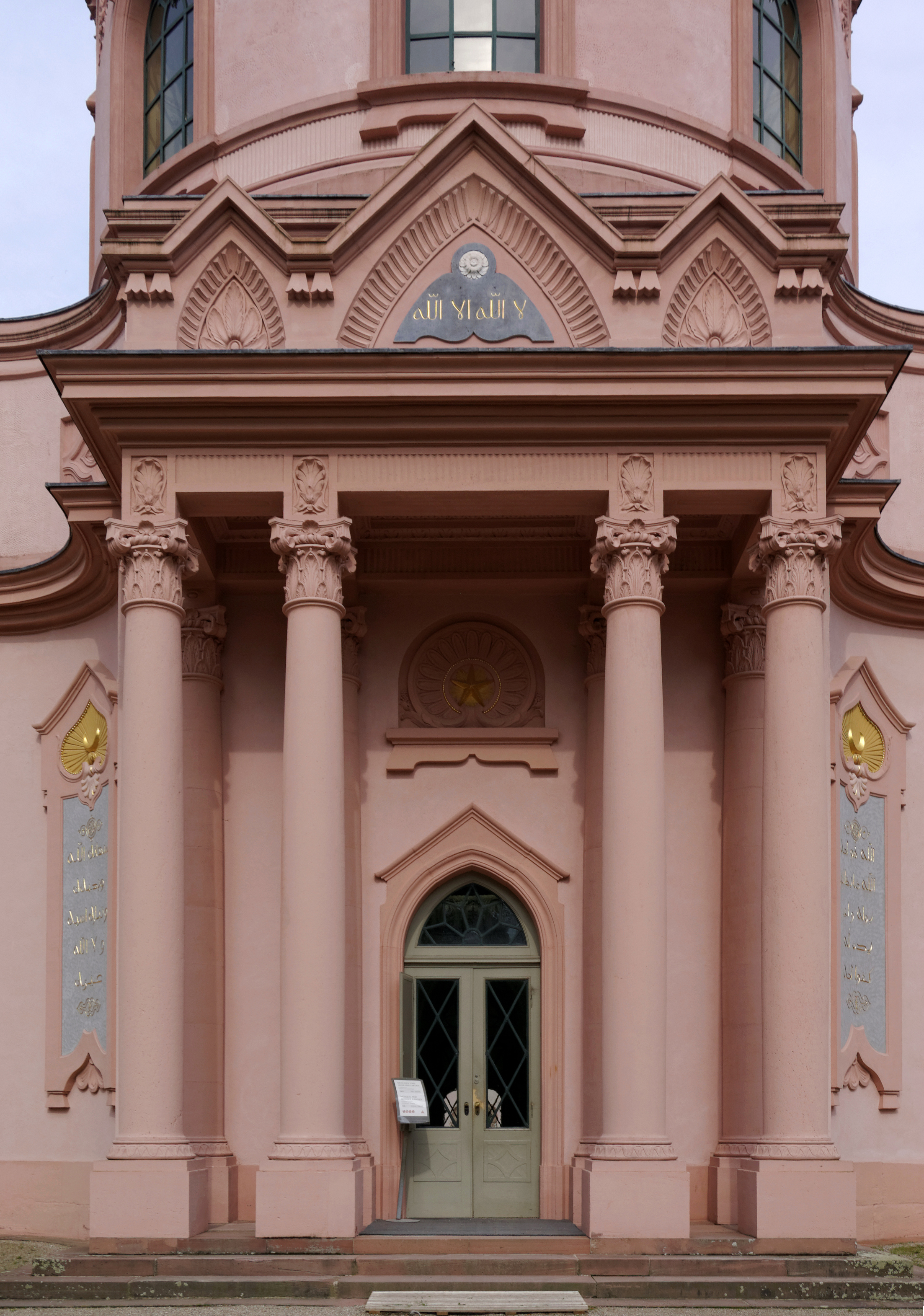
واجهة ومدخل المسجد

تأثر تصميم الواجهة بواجهة كنيسة كارل في فيينا، ومنها المدخل الغربي إلى المسجد عبر البوابة التي يرتكز جملونها على أربعة أعمدة كاملة وأربعة أعمدة من ثلاثة أرباع مرتبة في أزواج لإظهار المدخل.
بخلاف المدخل يبقى تصميم البوابة الداخلية بسيطا نوعًا ما. يوجد فوق الباب ذو الضلفتين مشربة زجاجية ذات قوس مدبب في وسطها نجم تحيط به هالة من الزخارف النباتية.

### الداخل

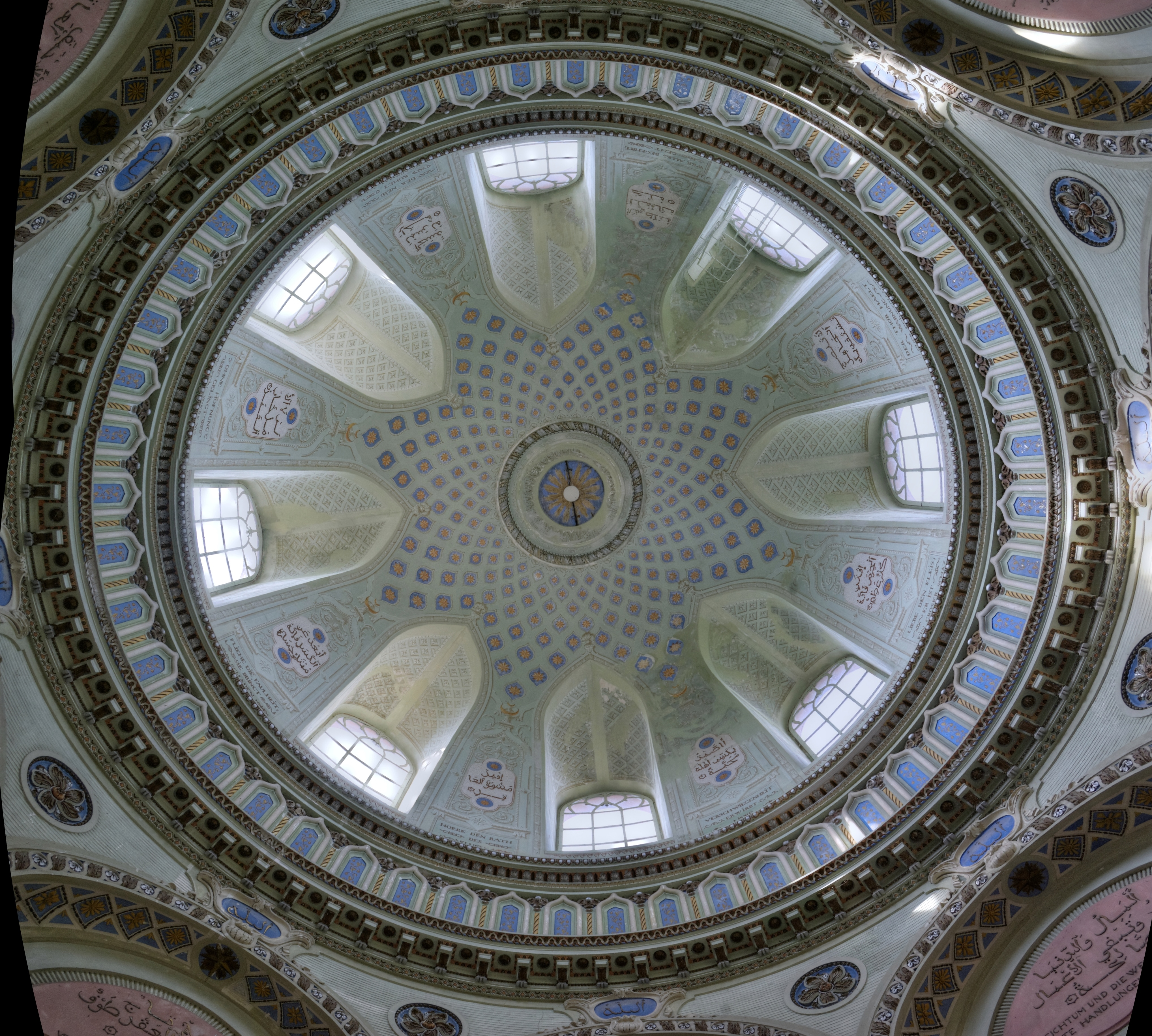
منظر داخلي لقبة المسجد

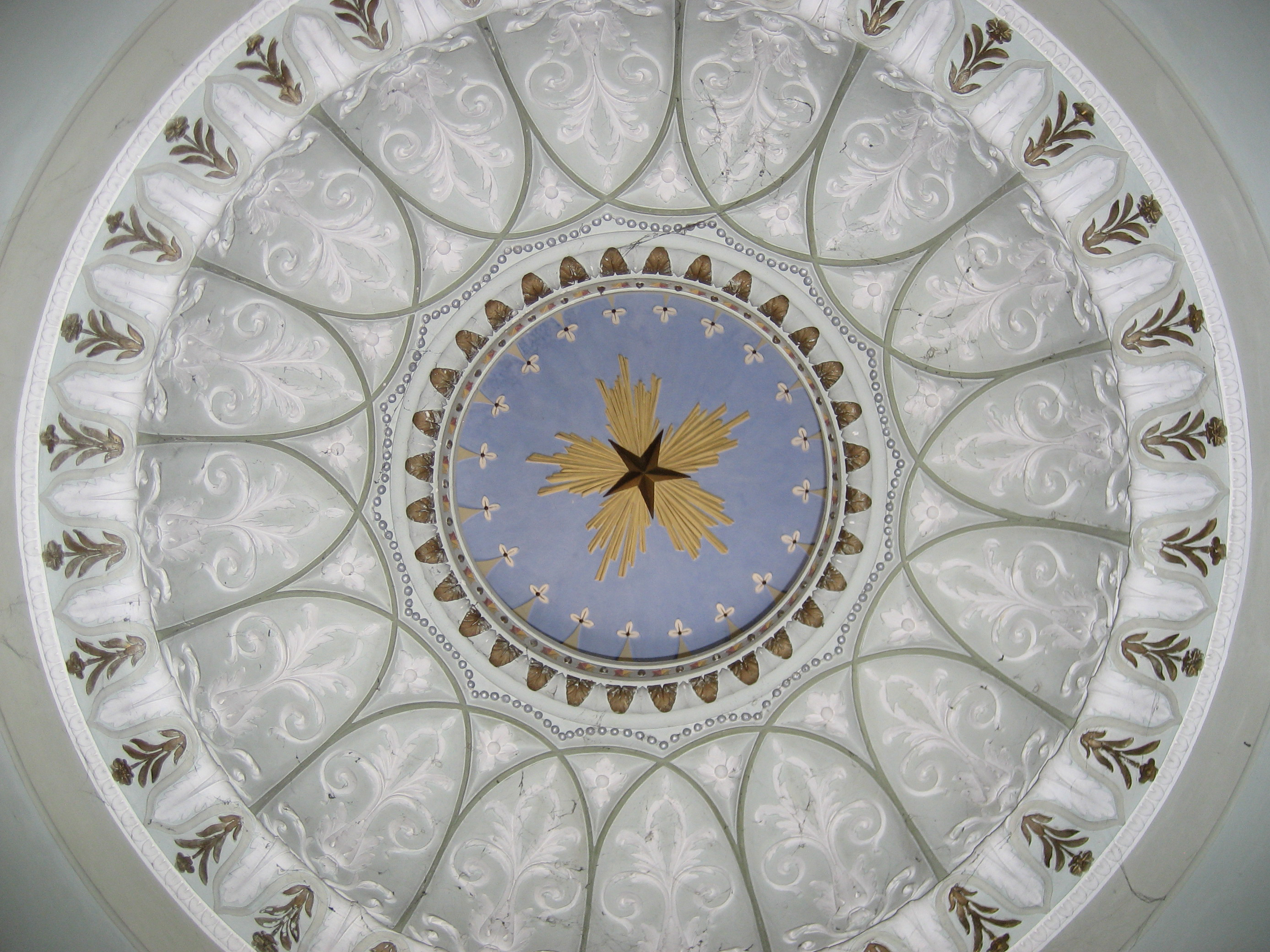
كوكبة قبة صغيرة في الغرفة الجانبية

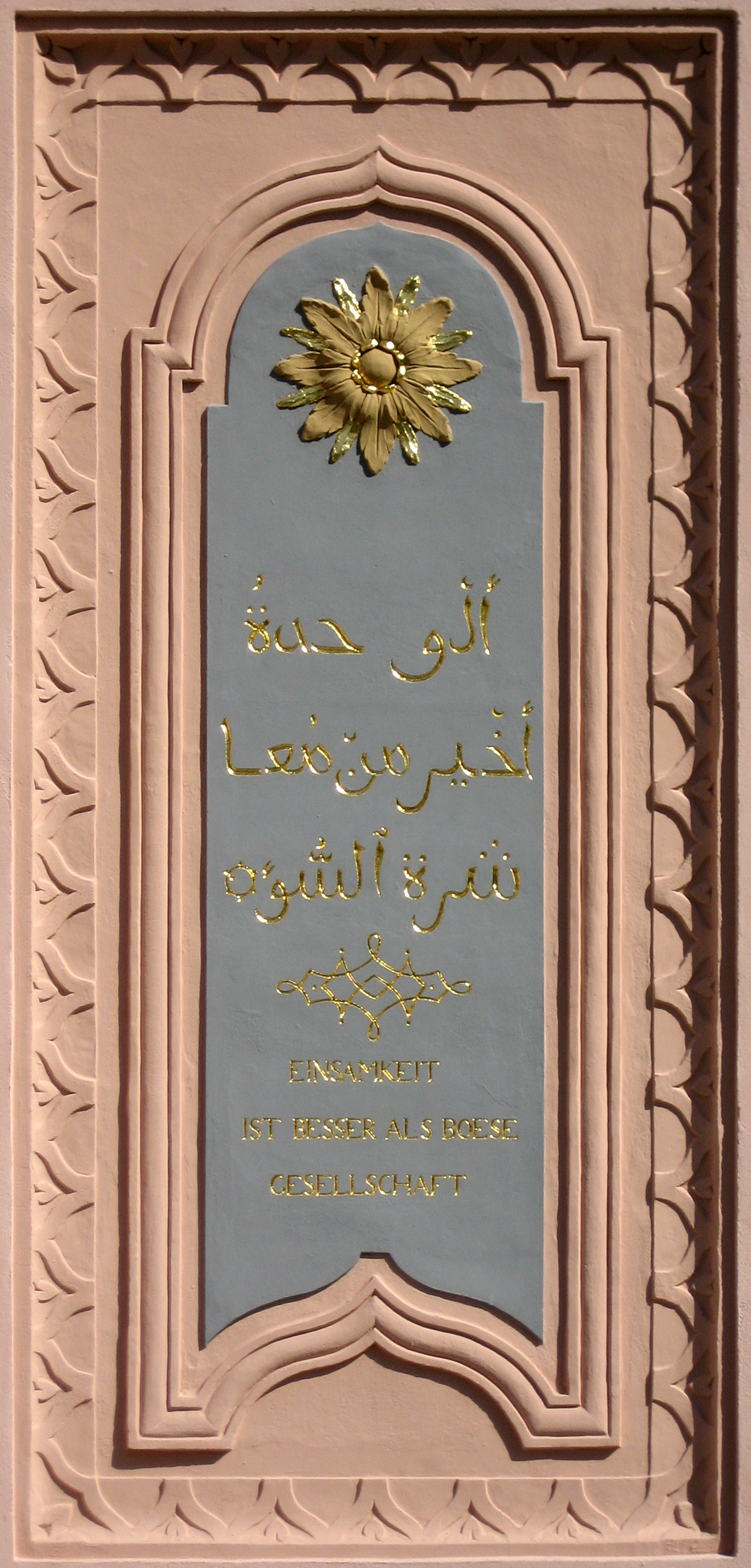
نقش عربي على الجدار "الوحدة خير من معاشرة السوء"

يتكون الجزء الداخلي من المسجد بشكل أساسي من القاعة المقببة التي تتألف من الطابق الأرضي وشرفة علوية وقبة يبدأ منحنى ها من الداخل عند مستوى نوافذ الاسطوانة العليا، ونتيجة لذلك فإن للمسجد قبة داخلية، إذا جاز التعبير، تعلوها قبة خارجية. لذلك لا يمكن رؤية داخل المسجد من النوافذ الستة عشر الموجودة في القبة الخارجية.

### النقوش
ليس للحكم العربية المكتوبة في الحقول الزخرفية الداخلية والخارجية طابع إسلامي بحت، بل هي تعاليم إنسانية توحيدية مستعارة من العالم العربي.تجدها في الخارج في أجنحة مدخل الرواق والمسجد، أما في الداخل فيمكنك العثور عليها في الأسطوانة بين النوافذ وفي المنطقة السفلية في أقواس الممرات. باستثناء النقوش الموجودة على الواجهة الغربية التي كتبت باللغة العربية فقط، تظهر كل منها مع ترجمة ألمانية بالحروف اللاتينية، مع ظهور النسخة العربية دائمًا فوق الترجمة الألمانية. يوجد ما مجموعه 23 نقشًا يمكن إرجاع 20 منها إلى أصل عربي.

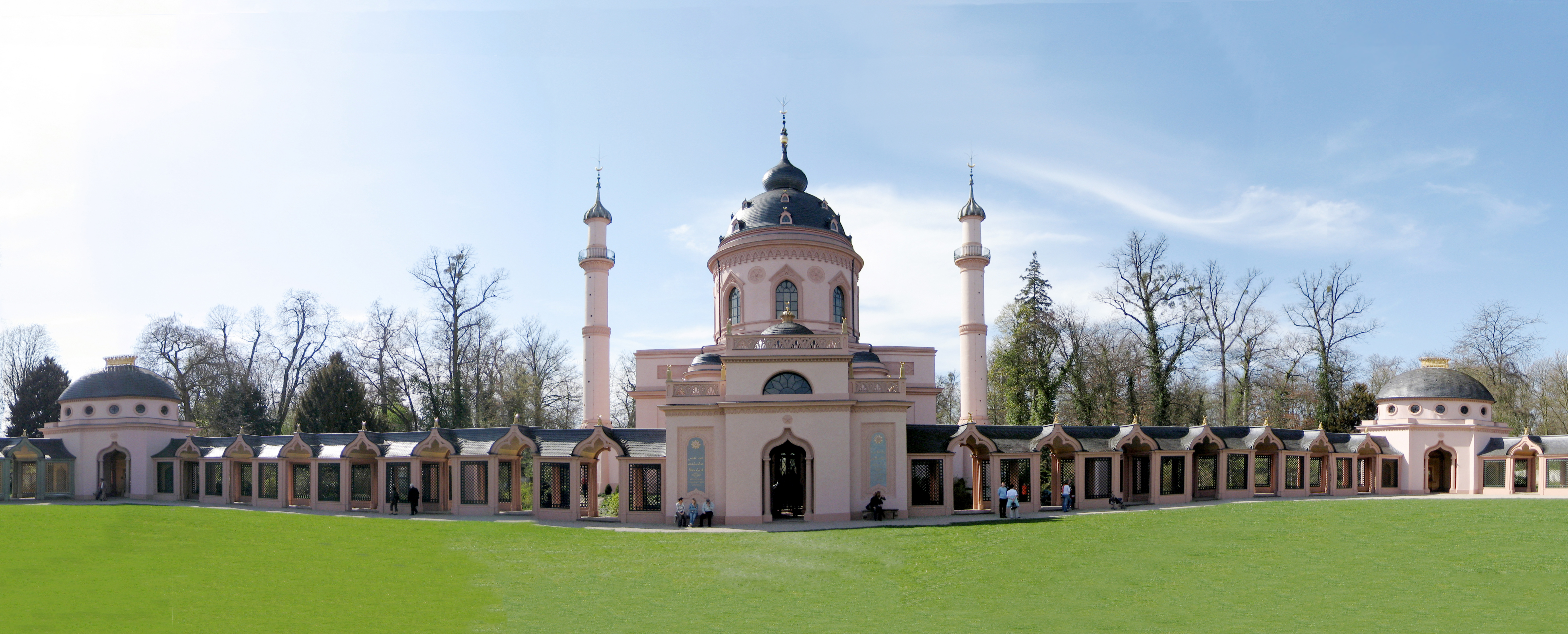
فناء المسجد الداخلي به ممر وأجنحة ركنية في حدائق قصر شفيتزنجين

من الواضح أن النقوش غير المترجمة على الواجهة الغربية دينية، أما النقوش الأخرى فعبارة عن حكم عامة حول الأخلاق. من الملاحظ كذلك أن جميع اللوحات تقريبًا فيها أخطاء في التنقيط والتشكيل، ويبدو أن الفنان الذي أضاف النقوش لم يكن يتحدث اللغة العربية وربما نقل الكتابة عن مطبوعات. تشمل المجالات الموضوعية الحكمة والحماقة، والتواصل والتقدير، والاجتهاد والكسل، فضلاً عن السعي وراء متاع الدنيا والتحذير من كونها زائلة.
النقوش الموجودة على الواجهة الغربية هي الوحيدة التي لها إشارة واضحة إلى القرآن ولم تتم ترجمتها. ففوق البوابة الرئيسية العبارة الأهم في العقيدة الإسلامية: «لا إله إلا الله»، كما يوجد على اللوحين على يمين الرواق عبارات من القرآن مثل «لم يولد ولم يكن له كفوا أحد». اللوحة العلوية على يسار الرواق عبارة عن سلسلة أدعية قصيرة مثل «سبحانك اللهم وبحمدك تبارك اسمك ولا اله غيرك». اللوحة السفلية عليها:«فسبح بحمد ربك واستغفره انه كان توابا»